# Ріудаколс
Ріудако́лс (кат. Riudecols, вимова літературною каталанською [riwdə'kɔłs], альтернативна назва — Ріудеколс) — муніципалітет, розташований в Автономній області Каталонія, в Іспанії. Код муніципалітету за номенклатурою Інституту статистики Каталонії — 431286. Знаходиться у районі (кумарці) Баш-Камп (коди району — 08 та BC) провінції Таррагона, згідно з новою адміністративною реформою перебуватиме у складі баґарії (округи) Камп-да-Таррагона.

## Населення
Населення міста (у 2007 р.) становить 1.194 особи (з них менше 14 років — 13 %, від 15 до 64 — 68,6 %, понад 65 років — 18,4 %). У 2006 р. народжуваність склала 5 осіб, смертність — 4 особи, зареєстровано 5 шлюбів. У 2001 р. активне населення становило 493 особи, з них безробітних — 23 особи.
Серед осіб, які проживали на території міста у 2001 р., 796 народилися в Каталонії (з них 675 осіб у тому самому районі, або кумарці), 162 особи приїхали з інших областей Іспанії, а 26 осіб приїхало з-за кордону. 
Вищу освіту має 7,2 % усього населення. 
У 2001 р. нараховувалося 366 домогосподарств (з них 23 % складалися з однієї особи, 24 % з двох осіб,23,2 % з 3 осіб, 23 % з 4 осіб, 4,6 % з 5 осіб, 2,2 % з 6 осіб, 0 % з 7 осіб, 0 % з 8 осіб і 0 % з 9 і більше осіб).
Активне населення міста у 2001 р. працювало у таких сферах діяльності: у сільському господарстві — 8,3 %, у промисловості — 46 %, на будівництві — 13 % і у сфері обслуговування — 32,8 %. 
У муніципалітеті або у власному районі (кумарці) працює 471 особа, поза районом — 209 осіб.

### Безробіття
У 2007 р. нараховувалося 21 безробітний (у 2006 р. — 20 безробітних), з них чоловіки становили 42,9 %, а жінки — 57,1 %.

## Економіка

### Підприємства міста

#### Промислові підприємства
| \| Промислові підприємства міста, за сферою діяльності \| Промислові підприємства міста, за сферою діяльності \| Промислові підприємства міста, за сферою діяльності \| \| Рік \| 2002 р. \| 2001 р. \| \| --------------------------------------------------- \| --------------------------------------------------- \| --------------------------------------------------- \| \| Енергетичні та водні ресурси \| 7,7 % \| 0 % \| \| Хімія та метали \| 7,7 % \| 0 % \| \| Переробка металів \| 38,5 % \| 50 % \| \| Продукти харчування \| 15,4 % \| 16,7 % \| \| Текстиль \| 15,4 % \| 16,7 % \| \| Виробництво меблів, видання \| 7,7 % \| 8,3 % \| \| Інше \| 7,7 % \| 8,3 % \| \| Усього підприємств \| 13 \| 12 \| |         |         |
| Промислові підприємства міста, за сферою діяльності |         |         |
| Рік | 2002 р. | 2001 р. |
| Енергетичні та водні ресурси | 7,7 %   | 0 %     |
| Хімія та метали | 7,7 %   | 0 %     |
| Переробка металів | 38,5 %  | 50 %    |
| Продукти харчування | 15,4 %  | 16,7 %  |
| Текстиль | 15,4 %  | 16,7 %  |
| Виробництво меблів, видання | 7,7 %   | 8,3 %   |
| Інше | 7,7 %   | 8,3 %   |
| Усього підприємств | 13      | 12      |

#### Роздрібна торгівля
| \| Підприємства роздрібної торгівлі міста, за сферою діяльності \| Підприємства роздрібної торгівлі міста, за сферою діяльності \| Підприємства роздрібної торгівлі міста, за сферою діяльності \| \| Рік \| 2002 р. \| 2001 р. \| \| ------------------------------------------------------------ \| ------------------------------------------------------------ \| ------------------------------------------------------------ \| \| Продукти харчування \| 80 % \| 72,7 % \| \| Одяг та взуття \| 10 % \| 18,2 % \| \| Товари для дому \| 0 % \| 0 % \| \| Книги та періодичні видання \| 0 % \| 0 % \| \| Промислова хімічна продукція \| 10 % \| 9,1 % \| \| Продукція, пов'язана з транспортними засобами \| 0 % \| 0 % \| \| Інше \| 0 % \| 0 % \| \| Усього підприємств \| 10 \| 11 \| |         |         |
| Підприємства роздрібної торгівлі міста, за сферою діяльності |         |         |
| Рік | 2002 р. | 2001 р. |
| Продукти харчування | 80 %    | 72,7 %  |
| Одяг та взуття | 10 %    | 18,2 %  |
| Товари для дому | 0 %     | 0 %     |
| Книги та періодичні видання | 0 %     | 0 %     |
| Промислова хімічна продукція | 10 %    | 9,1 %   |
| Продукція, пов'язана з транспортними засобами | 0 %     | 0 %     |
| Інше | 0 %     | 0 %     |
| Усього підприємств | 10      | 11      |

#### Сфера послуг
| \| Підприємства міста, що працюють у сфері послуг, за діяльністю \| Підприємства міста, що працюють у сфері послуг, за діяльністю \| Підприємства міста, що працюють у сфері послуг, за діяльністю \| \| Рік \| 2002 р. \| 2001 р. \| \| ------------------------------------------------------------- \| ------------------------------------------------------------- \| ------------------------------------------------------------- \| \| Гуртова торгівля \| 0 % \| 6,2 % \| \| Готелі та готельний бізнес \| 25 % \| 31,2 % \| \| Транспорт та зв'язок \| 18,8 % \| 12,5 % \| \| Посередницькі фінансові послуги \| 12,5 % \| 12,5 % \| \| Послуги підприємствам \| 12,5 % \| 12,5 % \| \| Послуги фізичним особам \| 25 % \| 25 % \| \| Нерухомість та ін. \| 6,2 % \| 0 % \| \| Усього підприємств \| 16 \| 16 \| |         |         |
| Підприємства міста, що працюють у сфері послуг, за діяльністю |         |         |
| Рік | 2002 р. | 2001 р. |
| Гуртова торгівля | 0 %     | 6,2 %   |
| Готелі та готельний бізнес | 25 %    | 31,2 %  |
| Транспорт та зв'язок | 18,8 %  | 12,5 %  |
| Посередницькі фінансові послуги | 12,5 %  | 12,5 %  |
| Послуги підприємствам | 12,5 %  | 12,5 %  |
| Послуги фізичним особам | 25 %    | 25 %    |
| Нерухомість та ін. | 6,2 %   | 0 %     |
| Усього підприємств | 16      | 16      |

## Житловий фонд
У 2001 р. 5,7 % усіх родин (домогосподарств) мали житло метражем до 59 м2, 33,3 % — від 60 до 89 м2, 33,1 % — від 90 до 119 м2 і
27,9 % — понад 120 м2.

З усіх будівель у 2001 р. 25,6 % було одноповерховими, 46,5 % — двоповерховими, 26 % — триповерховими, 1,6 % — чотириповерховими, 0,2 % — п'ятиповерховими, 0 % — шестиповерховими,
0 % — семиповерховими, 0 % — з вісьмома та більше поверхами.

## Автопарк
| \| Автомобілі, зареєстровані у місті, за призначенням \| Автомобілі, зареєстровані у місті, за призначенням \| Автомобілі, зареєстровані у місті, за призначенням \| \| Рік \| 2006 р. \| 2005 р. \| \| -------------------------------------------------- \| -------------------------------------------------- \| -------------------------------------------------- \| \| Приватні автомобілі \| 60,8 % \| 61 % \| \| Мотоцикли \| 11 % \| 10,7 % \| \| Вантажівки \| 23,7 % \| 24 % \| \| Трактори \| 0,4 % \| 0,3 % \| \| Автобуси та ін. \| 4,1 % \| 4 % \| \| Усього автомобілів \| 979 шт. \| 928 шт. \| |         |         |
| Автомобілі, зареєстровані у місті, за призначенням |         |         |
| Рік | 2006 р. | 2005 р. |
| Приватні автомобілі | 60,8 %  | 61 %    |
| Мотоцикли | 11 %    | 10,7 %  |
| Вантажівки | 23,7 %  | 24 %    |
| Трактори | 0,4 %   | 0,3 %   |
| Автобуси та ін. | 4,1 %   | 4 %     |
| Усього автомобілів | 979 шт. | 928 шт. |

## Вживання каталанської мови
У 2001 р. каталанську мову у місті розуміли 97,9 % усього населення (у 1996 р. — 98,8 %), вміли говорити нею 88,1 % (у 1996 р. — 91,2 %), вміли читати 86 % (у 1996 р. — 92,9 %), вміли писати 59,5 % (у 1996 р. — 46,9 %). Не розуміли каталанської мови 2,1 %.

## Політичні уподобання
У виборах до Парламенту Каталонії у 2006 р. взяло участь 557 осіб (у 2003 р. — 594 особи). Голоси за політичні сили розподілилися таким чином:
| \| Вибори до Парламенту Каталонії \| Вибори до Парламенту Каталонії \| Вибори до Парламенту Каталонії \| \| Рік \| 2006 р. \| 2003 р. \| \| -------------------------------------- \| ------------------------------ \| ------------------------------ \| \| Конвергенція та Єднання (CiU) \| 33,2 % \| 38,2 % \| \| Соціалістична партія Каталонії (PSC) \| 38,2 % \| 32,8 % \| \| Народна партія (PP) \| 3,8 % \| 5,9 % \| \| Ініціатива за Каталонію — Зелені (ICV) \| 4,5 % \| 4,5 % \| \| Республіканська лівиця Каталонії (ERC) \| 18,7 % \| 17,8 % \| \| Громадяни — Громадянська партія (C's) \| 0,4 % \| 0 % \| \| Інші \| 1,3 % \| 0,7 % \| |         |         |
| Вибори до Парламенту Каталонії |         |         |
| Рік | 2006 р. | 2003 р. |
| Конвергенція та Єднання (CiU) | 33,2 %  | 38,2 %  |
| Соціалістична партія Каталонії (PSC) | 38,2 %  | 32,8 %  |
| Народна партія (PP) | 3,8 %   | 5,9 %   |
| Ініціатива за Каталонію — Зелені (ICV) | 4,5 %   | 4,5 %   |
| Республіканська лівиця Каталонії (ERC) | 18,7 %  | 17,8 %  |
| Громадяни — Громадянська партія (C's) | 0,4 %   | 0 %     |
| Інші | 1,3 %   | 0,7 %   |

У муніципальних виборах у 2007 р. взяло участь 652 особи (у 2003 р. — 711 осіб). Голоси за політичні сили розподілилися таким чином:
| \| Муніципальні вибори \| Муніципальні вибори \| Муніципальні вибори \| \| Рік \| 2007 р. \| 2003 р. \| \| -------------------------------------- \| ------------------- \| ------------------- \| \| Конвергенція та Єднання (CiU) \| 26,1 % \| 40,9 % \| \| Соціалістична партія Каталонії (PSC) \| 51,8 % \| 58,1 % \| \| Народна партія (PP) \| 0 % \| 1 % \| \| Ініціатива за Каталонію — Зелені (ICV) \| 0 % \| 0 % \| \| Республіканська лівиця Каталонії (ERC) \| 22,1 % \| 0 % \| \| Громадяни — Громадянська партія (C's) \| 0 % \| 0 % \| \| Інші \| 0 % \| 0 % \| |         |         |
| Муніципальні вибори |         |         |
| Рік | 2007 р. | 2003 р. |
| Конвергенція та Єднання (CiU) | 26,1 %  | 40,9 %  |
| Соціалістична партія Каталонії (PSC) | 51,8 %  | 58,1 %  |
| Народна партія (PP) | 0 %     | 1 %     |
| Ініціатива за Каталонію — Зелені (ICV) | 0 %     | 0 %     |
| Республіканська лівиця Каталонії (ERC) | 22,1 %  | 0 %     |
| Громадяни — Громадянська партія (C's) | 0 %     | 0 %     |
| Інші | 0 %     | 0 %     |